# تل حسن‌آباد
تل حسن‌آباد در شهرستان فیروزآباد، روستای محمدآباد واقع شده و این اثر در تاریخ ۲۵ اسفند ۱۳۷۹ با شمارهٔ ثبت ۳۲۶۶ به‌عنوان یکی از آثار ملی ایران به ثبت رسیده است.